# 6071 Sakitama
6071 Sakitama è un asteroide della fascia principale. Scoperto nel 1992, presenta un'orbita caratterizzata da un semiasse maggiore pari a 2,7104826 UA e da un'eccentricità di 0,1087698, inclinata di 11,71424° rispetto all'eclittica.